# 7911 Carlpilcher
7911 Carlpilcher este un asteroid din centura principală de asteroizi.

## Descriere
7911 Carlpilcher este un asteroid din centura principală de asteroizi. A fost descoperit pe 8 septembrie 1977 la Observatorul Palomar de Edward L. G. Bowell. Asteroidul prezintă o orbită caracterizată de o semiaxă mare de 2,90 ua, o excentricitate de 0,16 și o înclinație de 15,3° în raport cu ecliptica.